# Primera División de España 1972-73
La temporada 1972-73 de la Primera División de España de fútbol corresponde a la 42ª edición de este campeonato. Se disputó entre el 2 de septiembre de 1972 y el 20 de mayo de 1973.
El Club Atlético de Madrid se proclamó campeón por séptima vez en su historia. Con este título, los madrileños superaron el palmarés liguero del Athletic Club y se situaron como el tercer equipo más laureado de la competición, tras el Real Madrid (15 ligas) y el FC Barcelona (8 ligas).

## Sistema de competición
La Primera División de España 1972/73 fue organizada por la Real Federación Española de Fútbol. Tomaron parte dieciocho equipos de toda la geografía española, integrados en un grupo único. Siguiendo un sistema de liga, los 18 equipos se enfrentaron todos contra todos en dos ocasiones -una en campo propio y otra en campo contrario- sumando un total de 34 jornadas. El orden de los encuentros se decidió por sorteo antes de empezar la competición.
La clasificación final se estableció con arreglo a los puntos obtenidos en cada enfrentamiento, a razón de dos por partido ganado, uno por empatado y ninguno en caso de derrota. Los mecanismos para desempatar la clasificación, si al finalizar el campeonato dos equipos igualaban a puntos, fueron los siguientes:
1. El que tuviera una mayor diferencia en el goal average o promedio de goles (cociente entre goles a favor y en contra) en los enfrentamientos entre ambos.
2. De persistir el empate, el que tuviera el mayor goal average en todos los encuentros del campeonato.

### Efectos de la clasificación
El equipo que más puntos sumó al final del campeonato fue proclamado campeón de liga y obtuvo el derecho automático a participar en la siguiente edición de la Copa de Europa.
Los tres mejores calificados, al margen de los clasificados para disputar la Copa de Europa (esto es, el campeón de Liga) y la Recopa de Europa (el campeón de la Copa del Generalísimo), obtuvieron una plaza para participar en la Copa de la UEFA de la próxima temporada.
Por su parte, los tres últimos clasificados descendieron a Segunda División, de la que ascendieron, recíprocamente, tres equipos.

## Clubes participantes y estadios
Tomaron parte en el campeonato dieciocho equipos.
| Equipo                           | Ciudad                     | Estadio           |
| -------------------------------- | -------------------------- | ----------------- |
| Athletic Club                    | Bilbao                     | San Mamés         |
| Club Atlético de Madrid          | Madrid                     | Manzanares        |
| Club de Fútbol Barcelona         | Barcelona                  | Camp Nou          |
| Real Betis Balompié              | Sevilla                    | Benito Villamarín |
| Burgos Club de Fútbol            | Burgos                     | El Plantío        |
| Club Deportivo Castellón         | Castellón                  | Castalia          |
| Real Club Celta de Vigo          | Vigo                       | Balaídos          |
| Real Club Deportivo de La Coruña | La Coruña                  | Riazor            |
| Real Club Deportivo Español      | Barcelona                  | Sarriá            |
| Granada Club de Fútbol           | Granada                    | Los Cármenes      |
| Unión Deportiva Las Palmas       | Las Palmas de Gran Canaria | Insular           |
| Club Deportivo Málaga            | Málaga                     | La Rosaleda       |
| Real Sporting de Gijón           | Gijón                      | El Molinón        |
| Real Madrid Club de Fútbol       | Madrid                     | Santiago Bernabéu |
| Real Oviedo Club de Fútbol       | Oviedo                     | Carlos Tartiere   |
| Real Sociedad de Fútbol          | San Sebastián              | Atocha            |
| Valencia Club de Fútbol          | Valencia                   | Luis Casanova     |
| Real Zaragoza Club Deportivo     | Zaragoza                   | La Romareda       |

## Clasificación
| Pos. | Equipo                        | Pts. | PJ | G  | E  | P  | GF | GC | Dif. | Clasificación                   |
| ---- | ----------------------------- | ---- | -- | -- | -- | -- | -- | -- | ---- | ------------------------------- |
| 1    | Atlético de Madrid (C)        | 48   | 34 | 20 | 8  | 6  | 49 | 29 | +20  | Clasifica a la Copa de Europa   |
| 2    | C. F. Barcelona               | 46   | 34 | 18 | 10 | 6  | 41 | 21 | +20  | Clasifica a la Copa de la UEFA  |
| 3    | R. C. D. Espanyol             | 45   | 34 | 17 | 11 | 6  | 48 | 27 | +21  | Clasifica a la Copa de la UEFA  |
| 4    | Real Madrid C. F.             | 43   | 34 | 17 | 9  | 8  | 45 | 29 | +16  | Clasifica a la Copa de la UEFA  |
| 5    | C. D. Castellón               | 35   | 34 | 13 | 9  | 12 | 44 | 38 | +6   |                                 |
| 6    | Valencia C. F.                | 34   | 34 | 12 | 10 | 12 | 37 | 33 | +4   |                                 |
| 7    | Real Sociedad                 | 34   | 34 | 13 | 8  | 13 | 37 | 39 | −2   |                                 |
| 8    | Real Zaragoza                 | 34   | 34 | 10 | 14 | 10 | 36 | 36 | 0    |                                 |
| 9    | Athletic Club                 | 33   | 34 | 12 | 9  | 13 | 41 | 38 | +3   | Clasifica a la Recopa de Europa |
| 10   | C. D. Málaga                  | 33   | 34 | 11 | 11 | 12 | 33 | 29 | +4   |                                 |
| 11   | U. D. Las Palmas              | 31   | 34 | 11 | 9  | 14 | 38 | 44 | −6   |                                 |
| 12   | Real Oviedo C. F.             | 30   | 34 | 9  | 12 | 13 | 33 | 44 | −11  |                                 |
| 13   | Granada C. F.                 | 29   | 34 | 9  | 11 | 14 | 25 | 32 | −7   |                                 |
| 14   | Sporting de Gijón             | 29   | 34 | 11 | 7  | 16 | 32 | 37 | −5   |                                 |
| 15   | R. C. Celta de Vigo           | 29   | 34 | 10 | 9  | 15 | 30 | 37 | −7   |                                 |
| 16   | Real Betis (D)                | 28   | 34 | 7  | 14 | 13 | 29 | 36 | −7   | Descenso a Segunda División     |
| 17   | R. C. Deportivo La Coruña (D) | 27   | 34 | 7  | 13 | 14 | 22 | 44 | −22  | Descenso a Segunda División     |
| 18   | Burgos C. F. (D)              | 24   | 34 | 9  | 6  | 19 | 36 | 63 | −27  | Descenso a Segunda División     |

 Fuente: BDFutbol
Criterios de clasificación: Puntos · Diferencia de goles · Goles a favor · Play-off

### Evolución de la clasificación
| Equipo / Jornada   | 1  | 2  | 3  | 4  | 5  | 6  | 7  | 8  | 9  | 10 | 11 | 12 | 13 | 14 | 15 | 16 | 17 | 18 | 19 | 20 | 21 | 22 | 23 | 24 | 25 | 26 | 27 | 28 | 29 | 30 | 31 | 32 | 33 | 34 |
| Equipo / Jornada   |    |    |    |    |    |    |    |    |    |    |    |    |    |    |    |    |    |    |    |    |    |    |    |    |    |    |    |    |    |    |    |    |    |    |
| ------------------ | -- | -- | -- | -- | -- | -- | -- | -- | -- | -- | -- | -- | -- | -- | -- | -- | -- | -- | -- | -- | -- | -- | -- | -- | -- | -- | -- | -- | -- | -- | -- | -- | -- | -- |
| Atlético de Madrid | 18 | 7  | 6  | 5  | 4  | 7  | 5  | 3  | 2  | 3  | 3  | 5  | 3  | 3  | 1  | 2  | 2  | 2  | 2  | 2  | 4  | 4  | 4  | 4  | 4  | 4  | 4  | 3  | 2  | 1  | 1  | 1  | 1  | 1  |
| Barcelona          | 1  | 1  | 1  | 1  | 1  | 1  | 1  | 1  | 1  | 1  | 1  | 1  | 1  | 1  | 2  | 1  | 1  | 1  | 1  | 1  | 1  | 1  | 2  | 2  | 1  | 2  | 1  | 2  | 1  | 3  | 3  | 2  | 2  | 2  |
| Español            | 8  | 5  | 7  | 4  | 3  | 4  | 3  | 2  | 4  | 2  | 2  | 2  | 2  | 2  | 3  | 3  | 3  | 3  | 3  | 3  | 2  | 2  | 1  | 1  | 2  | 1  | 2  | 1  | 3  | 2  | 2  | 3  | 3  | 3  |
| Real Madrid        | 3  | 3  | 4  | 6  | 9  | 6  | 8  | 7  | 5  | 4  | 6  | 6  | 4  | 4  | 4  | 5  | 4  | 4  | 4  | 4  | 3  | 3  | 3  | 3  | 3  | 3  | 3  | 4  | 4  | 4  | 4  | 4  | 4  | 4  |
| Castellón          | 13 | 16 | 17 | 17 | 16 | 17 | 17 | 17 | 16 | 14 | 17 | 14 | 12 | 12 | 12 | 10 | 12 | 14 | 12 | 11 | 11 | 11 | 7  | 6  | 7  | 6  | 6  | 6  | 6  | 6  | 6  | 6  | 7  | 5  |
| Valencia           | 2  | 6  | 8  | 9  | 7  | 5  | 6  | 5  | 7  | 9  | 8  | 10 | 9  | 11 | 8  | 8  | 8  | 9  | 9  | 9  | 7  | 9  | 11 | 11 | 9  | 11 | 9  | 11 | 9  | 9  | 8  | 7  | 5  | 6  |
| Real Sociedad      | 16 | 14 | 10 | 10 | 12 | 10 | 12 | 9  | 11 | 8  | 7  | 7  | 7  | 5  | 7  | 6  | 6  | 5  | 6  | 6  | 6  | 6  | 6  | 8  | 8  | 8  | 8  | 7  | 7  | 8  | 9  | 10 | 10 | 7  |
| Real Zaragoza      | 12 | 4  | 2  | 2  | 2  | 2  | 2  | 4  | 3  | 5  | 4  | 4  | 6  | 7  | 6  | 7  | 7  | 7  | 7  | 7  | 8  | 10 | 8  | 7  | 6  | 7  | 7  | 9  | 8  | 7  | 7  | 8  | 9  | 8  |
| Athletic Club      | 10 | 11 | 5  | 3  | 6  | 3  | 7  | 8  | 10 | 7  | 10 | 9  | 10 | 8  | 9  | 9  | 9  | 8  | 8  | 8  | 10 | 7  | 9  | 9  | 11 | 9  | 10 | 8  | 10 | 10 | 10 | 9  | 8  | 9  |
| CD Málaga          | 11 | 9  | 9  | 7  | 10 | 8  | 4  | 6  | 6  | 6  | 5  | 3  | 5  | 6  | 5  | 4  | 5  | 6  | 5  | 5  | 5  | 5  | 5  | 5  | 5  | 5  | 5  | 5  | 5  | 5  | 5  | 5  | 6  | 10 |
| Las Palmas         | 4  | 2  | 3  | 8  | 5  | 9  | 10 | 14 | 17 | 15 | 12 | 12 | 15 | 13 | 14 | 12 | 11 | 13 | 11 | 13 | 14 | 17 | 13 | 14 | 14 | 14 | 14 | 12 | 13 | 13 | 13 | 13 | 13 | 11 |
| Real Oviedo        | 14 | 17 | 18 | 15 | 17 | 16 | 16 | 15 | 15 | 17 | 18 | 18 | 16 | 17 | 16 | 18 | 16 | 12 | 15 | 15 | 16 | 15 | 14 | 13 | 13 | 10 | 13 | 14 | 12 | 11 | 12 | 12 | 11 | 12 |
| Granada            | 9  | 12 | 11 | 13 | 13 | 14 | 15 | 13 | 8  | 10 | 9  | 8  | 8  | 9  | 10 | 13 | 10 | 10 | 10 | 10 | 9  | 8  | 10 | 10 | 12 | 13 | 11 | 10 | 11 | 12 | 11 | 11 | 12 | 13 |
| Sporting de Gijón  | 5  | 10 | 12 | 12 | 8  | 11 | 9  | 11 | 13 | 12 | 11 | 11 | 11 | 10 | 11 | 11 | 13 | 15 | 13 | 14 | 12 | 12 | 12 | 12 | 10 | 12 | 12 | 13 | 14 | 14 | 14 | 14 | 15 | 14 |
| Celta              | 7  | 8  | 14 | 16 | 15 | 12 | 14 | 12 | 14 | 13 | 16 | 17 | 18 | 16 | 15 | 15 | 17 | 17 | 16 | 17 | 15 | 14 | 17 | 16 | 15 | 16 | 17 | 16 | 17 | 15 | 16 | 15 | 16 | 15 |
| Real Betis         | 15 | 18 | 16 | 18 | 18 | 18 | 18 | 18 | 18 | 18 | 15 | 13 | 14 | 15 | 17 | 17 | 15 | 11 | 14 | 12 | 13 | 13 | 16 | 15 | 16 | 15 | 16 | 15 | 16 | 16 | 15 | 16 | 14 | 16 |
| Deportivo          | 17 | 15 | 15 | 14 | 14 | 13 | 11 | 10 | 9  | 11 | 14 | 16 | 13 | 14 | 13 | 14 | 14 | 16 | 18 | 16 | 17 | 16 | 15 | 17 | 17 | 17 | 15 | 17 | 15 | 17 | 17 | 17 | 17 | 17 |
| Burgos             | 6  | 13 | 13 | 11 | 11 | 15 | 13 | 16 | 12 | 16 | 13 | 15 | 17 | 18 | 18 | 16 | 18 | 18 | 17 | 18 | 18 | 18 | 18 | 18 | 18 | 18 | 18 | 18 | 18 | 18 | 18 | 18 | 18 | 18 |

## Resultados
| Local \ Visitante         | ATH | ATM | BAR | BET | BUR | CAS | CEL | DEP | ESP | GRA | LAS | MAL | OVI | RMA | RSO | SPO | VAL | ZAR |
| ------------------------- | --- | --- | --- | --- | --- | --- | --- | --- | --- | --- | --- | --- | --- | --- | --- | --- | --- | --- |
| Athletic Club             | —   | 1–0 | 0–1 | 1–1 | 4–0 | 1–1 | 1–1 | 3–0 | 1–0 | 0–1 | 1–0 | 2–0 | 3–3 | 2–1 | 2–1 | 2–0 | 2–0 | 1–0 |
| Atlético de Madrid        | 2–1 | —   | 2–0 | 2–1 | 4–2 | 1–0 | 5–1 | 3–1 | 0–0 | 2–1 | 2–1 | 1–1 | 2–1 | 1–2 | 2–1 | 0–1 | 1–3 | 0–0 |
| C. F. Barcelona           | 1–0 | 0–0 | —   | 2–0 | 2–0 | 3–1 | 2–0 | 3–1 | 0–1 | 3–0 | 3–1 | 0–0 | 3–1 | 1–0 | 1–0 | 3–1 | 0–0 | 1–1 |
| Real Betis                | 0–0 | 1–0 | 0–2 | —   | 5–1 | 2–0 | 1–0 | 2–0 | 2–2 | 0–0 | 0–2 | 0–1 | 0–0 | 2–1 | 1–1 | 2–0 | 0–0 | 1–1 |
| Burgos C. F.              | 5–1 | 0–1 | 0–0 | 2–1 | —   | 2–1 | 0–0 | 0–0 | 1–1 | 2–1 | 3–3 | 2–2 | 0–1 | 2–3 | 1–0 | 2–1 | 2–1 | 3–0 |
| C. D. Castellón           | 1–4 | 1–1 | 4–0 | 3–1 | 3–1 | —   | 5–1 | 2–0 | 2–0 | 0–0 | 2–1 | 1–0 | 2–0 | 2–3 | 3–0 | 1–0 | 1–3 | 1–1 |
| R. C. Celta de Vigo       | 1–0 | 0–1 | 0–0 | 0–0 | 1–0 | 2–0 | —   | 1–0 | 1–1 | 0–0 | 3–1 | 1–0 | 4–2 | 3–0 | 0–1 | 3–0 | 1–0 | 1–2 |
| R. C. Deportivo La Coruña | 2–1 | 1–1 | 0–1 | 2–0 | 2–1 | 1–1 | 1–0 | —   | 0–0 | 0–0 | 2–2 | 1–0 | 1–1 | 0–0 | 1–2 | 2–1 | 1–1 | 0–0 |
| R. C. D. Español          | 0–0 | 2–1 | 1–1 | 2–2 | 2–0 | 1–0 | 4–2 | 2–1 | —   | 2–1 | 4–0 | 1–0 | 3–0 | 1–0 | 1–1 | 3–0 | 3–0 | 3–1 |
| Granada C. F.             | 0–0 | 0–1 | 0–2 | 0–0 | 2–0 | 1–1 | 1–0 | 2–0 | 2–2 | —   | 1–0 | 2–0 | 4–0 | 1–2 | 2–0 | 1–0 | 1–1 | 0–0 |
| U. D. Las Palmas          | 1–0 | 2–2 | 2–1 | 2–0 | 4–1 | 0–1 | 0–0 | 3–0 | 0–2 | 1–0 | —   | 1–3 | 2–1 | 1–1 | 1–0 | 1–1 | 1–0 | 1–1 |
| C. D. Málaga              | 0–0 | 0–1 | 2–1 | 0–0 | 3–0 | 1–1 | 1–0 | 4–1 | 0–1 | 3–0 | 0–1 | —   | 1–1 | 1–0 | 3–0 | 1–0 | 1–1 | 2–1 |
| Real Oviedo C. F.         | 2–1 | 0–2 | 0–0 | 0–0 | 1–0 | 0–0 | 0–0 | 0–0 | 1–2 | 3–0 | 3–0 | 0–0 | —   | 1–2 | 1–1 | 1–0 | 3–1 | 2–0 |
| Real Madrid C. F.         | 3–3 | 0–1 | 0–0 | 1–1 | 2–0 | 2–0 | 1–0 | 0–0 | 1–0 | 2–1 | 2–1 | 2–0 | 3–0 | —   | 6–1 | 1–0 | 2–1 | 0–0 |
| Real Sociedad             | 1–0 | 0–1 | 2–0 | 2–1 | 5–1 | 0–0 | 1–0 | 2–0 | 4–1 | 1–0 | 1–0 | 1–1 | 1–2 | 1–1 | —   | 0–0 | 2–1 | 3–0 |
| Sporting de Gijón         | 2–0 | 2–3 | 1–1 | 1–0 | 1–2 | 1–0 | 3–1 | 0–0 | 0–0 | 2–0 | 2–2 | 2–0 | 1–0 | 1–0 | 3–0 | —   | 1–1 | 3–0 |
| Valencia C. F.            | 4–1 | 1–2 | 0–1 | 2–0 | 3–0 | 4–2 | 1–0 | 0–1 | 1–0 | 0–0 | 0–0 | 2–1 | 2–2 | 0–1 | 1–0 | 1–0 | —   | 0–0 |
| Real Zaragoza C. D.       | 3–2 | 1–1 | 0–2 | 3–2 | 2–0 | 0–1 | 2–2 | 5–0 | 1–0 | 2–0 | 1–0 | 1–1 | 3–0 | 0–0 | 1–1 | 3–1 | 0–1 | —   |

## Máximos goleadores (Trofeo Pichichi)
| Pos. | Jugador                | Equipo             | Goles |
| ---- | ---------------------- | ------------------ | ----- |
| 1º   | Marianín               | Real Oviedo        | 19    |
| 2º   | Luis Aragonés          | Atlético de Madrid | 16    |
| 3º   | Roberto Martínez       | RCD Español        | 14    |
| 4º   | Juan María Amiano      | RCD Español        | 13    |
|      | Germán Dévora          | UD Las Palmas      | 13    |
| 6º   | José María Araquistáin | Real Sociedad      | 11    |
|      | Manolo Clares          | CD Castellón       | 11    |
|      | Enrique Porta          | Granada CF         | 11    |
|      | Quini                  | Real Gijón         | 11    |
| 10º  | Santillana             | Real Madrid        | 10    |